# St. Albans (town), Vermont
St. Albans, formellt Town of St. Albans, är en kommun (town) i Franklin County i delstaten  Vermont i USA, med cirka 5 086 invånare (2000). Kommunen omger helt den sedan 1902 separata kommunen City of St. Albans.